# وارنسویل هایتس (اوهایو)
وارنسویل هایتس(به انگلیسی: Warrensville Heights) شهری در ایالت اوهایو کشور ایالات متحده آمریکا است که جمعیت آن در سرشماری سال ۲۰۱۰ میلادی، ۱۳٬۵۴۲ نفر بوده‌است.